# Maria Elena Panzacchi
Maria Elena Panzacchi (* 1668 in Bologna; † 1737) war eine italienische Malerin des Barock.
Sie war eine Schülerin von Emilio Taruffi und malte Porträts und Landschaften, mehr ist über sie nicht bekannt. Eine frühe, jedoch wenig inhaltsreiche, biografische Darstellung bietet Pellegrino Antonio Orlandi 1753. Ercole Agostino Berrò (1623–1696) soll ihr 1687 zwei Sonette gewidmet haben.